# David Coulthard
David Marshall Coulthard MBE , född 27 mars 1971 i Twynholm i Skottland, är en brittisk racerförare.

## Racingkarriär
Coulthard debuterade i formel 1 i Spaniens Grand Prix 1994. Han fick ersätta den legendariske Ayrton Senna i Williams-Renault efter dennes dödskrasch under San Marinos Grand Prix 1994. David Coulthard var med om en flygplanskrasch utanför Lyons flygplats i maj 2000. Han och hans dåvarande flickvän Heidi Wichlinski överlevde dock.  
Coulthard har som bäst kommit mästerskapstvåa, vilket han gjorde i formel 1-VM 2001.
Efter att ha kört för McLaren i ett antal år, gick Coulthard till det nya stallet Red Bull 2005. I sin första säsong lyckades Coulthard som bäst komma fyra i två lopp. Han fortsatte köra för Red Bull 2006 och tog en tredjeplats i Monacos Grand Prix, vilken också var stallets första pallplacering. Han fortsatte i stallet även säsongerna 2007 och 2008. Han nådde även en tredjeplacerng i Kanada 2008. Coulthard meddelade i början av juli 2008 att han kommer att lägga av F1-racing efter säsongen. Han kommer då att fortsätta som rådgivare till Red Bull i frågor rörande testning och utveckling av bilarna. Han kommer även att bli expertkommentator för BBC.

## F1-karriär
| Säsong                 | Stall/Tillverkare      | Placering              | Lopp | Poäng | Etta | Tvåa | Trea | Pole | Varv |
| ---------------------- | ---------------------- | ---------------------- | ---- | ----- | ---- | ---- | ---- | ---- | ---- |
| 1994                   | Williams-Renault       | 8                      | 8    | 14    |      | 1    |      |      | 2    |
| 1995                   | Williams-Renault       | 3                      | 17   | 49    | 1    | 4    | 3    | 5    | 2    |
| 1996                   | McLaren-Mercedes       | 7                      | 16   | 18    |      | 1    | 1    |      |      |
| 1997                   | McLaren-Mercedes       | 3                      | 17   | 36    | 2    | 2    |      |      | 1    |
| 1998                   | McLaren-Mercedes       | 3                      | 16   | 56    | 1    | 6    | 2    | 3    | 3    |
| 1999                   | McLaren-Mercedes       | 4                      | 16   | 48    | 2    | 4    |      |      | 3    |
| 2000                   | McLaren-Mercedes       | 3                      | 17   | 73    | 3    | 3    | 5    | 2    | 3    |
| 2001                   | McLaren-Mercedes       | 2                      | 17   | 65    | 2    | 3    | 5    | 2    | 3    |
| 2002                   | McLaren-Mercedes       | 5                      | 17   | 41    | 1    | 1    | 4    |      | 1    |
| 2003                   | McLaren-Mercedes       | 7                      | 16   | 51    | 1    | 1    | 1    |      |      |
| 2004                   | McLaren-Mercedes       | 10                     | 18   | 24    |      |      |      |      |      |
| 2005                   | Red Bull-Cosworth      | 12                     | 19   | 24    |      |      |      |      |      |
| 2006                   | Red Bull-Ferrari       | 13                     | 18   | 14    |      |      | 1    |      |      |
| 2007                   | Red Bull-Renault       | 10                     | 17   | 14    |      |      |      |      |      |
| 2008                   | Red Bull-Renault       | 16                     | 18   | 8     |      |      | 1    |      |      |
| Sammanlagt 15 säsonger | Sammanlagt 15 säsonger | Sammanlagt 15 säsonger | 247  | 535   | 13   | 26   | 23   | 12   | 18   |

| 1. Portugal 1995 2. Australien 1997 3. Italien 1997 4. San Marino 1998 5. Storbritannien 1999 6. Belgien 1999 7. Storbritannien 2000 8. Monaco 2000 9. Frankrike 2000 10. Brasilien 2001 11. Österrike 2001 12. Monaco 2002 13. Australien 2003 |

| 1. Portugal 1994 2. Brasilien 1995 3. Tyskland 1995 4. Ungern 1995 5. Stilla havet 1995 6. Monaco 1996 7. Österrike 1997 8. Europa 1997 9. Australien 1998 10. Brasilien 1998 11. Spanien 1998 12. Österrike 1998 13. Tyskland 1998 14. Ungern 1998 15. San Marino 1999 16. Spanien 1999 17. Österrike 1999 18. Ungern 1999 19. Spanien 2000 20. Österrike 2000 21. Malaysia 2000 22. Australien 2001 23. San Marino 2001 24. Belgien 2001 25. Kanada 2002 26. Tyskland 2003 |

| 1. Frankrike 1995 2. Storbritannien 1995 3. Europa 1995 4. Europa 1996 5. Luxemburg 1998 6. Japan 1998 7. San Marino 2000 8. Europa 2000 9. Tyskland 2000 10. Ungern 2000 11. Japan 2000 12. Malaysia 2001 13. Europa 2001 14. Ungern 2001 15. USA 2001 16. Japan 2001 17. Brasilien 2002 18. Spanien 2002 19. Frankrike 2002 20. USA 2002 21. Japan 2003 22. Monaco 2006 23. Kanada 2008 |

| 1. Argentina 1995 2. Italien 1995 3. Portugal 1995 4. Europa 1995 5. Stilla havet 1995 6. Argentina 1998 7. San Marino 1998 8. Kanada 1998 9. Europa 2000 10. Tyskland 2000 11. San Marino 2001 12. Monaco 2001 |

| 1. Tyskland 1994 2. Portugal 1994 3. Belgien 1995 4. Portugal 1995 5. Kanada 1997 6. Frankrike 1998 7. Österrike 1998 8. Tyskland 1998 9. Frankrike 1999 10. Tyskland 1999 11. Ungern 1999 12. Frankrike 2000 13. Österrike 2000 14. USA 2000 15. Österrike 2001 16. Monaco 2001 17. Frankrike 2001 18. Frankrike 2002 |

## Privat
Mellan 2001 och 2010 ägde Coulthard hotellet Hôtel Columbus Monte Carlo i Fontvieille i Monaco.